# Kakakhar
Kakakhar fou un país en el territori d'allò que avui en dia són Turquia i l'Iraq. El rei Shulgi d'Ur el conquerí el 2075 aC.